# Serrana Fernández
Serrana Andrea Fernández la Banca (ur. 13 listopada 1973) – urugwajska pływaczka, uczestniczka igrzysk olimpijskich w 2000 i 2004 roku.

## Igrzyska olimpijskie
W czasie igrzysk w 2000 roku odbywających się w Sydney, na dystansie 100 metrów stylem grzbietowym, uzyskała czas 1:06,57, dający jej 38. pozycję w końcowej klasyfikacji.
Cztery lata później, podczas igrzysk w Atenach, była chorążym reprezentacji. Na tym samym dystansie zajęła 35. miejsce, z czasem 1:05,51.